# Pristaulacus pieli
Pristaulacus pieli är en stekelart som beskrevs av Jean-Jacques Kieffer 1924. Pristaulacus pieli ingår i släktet Pristaulacus och familjen vedlarvsteklar. Inga underarter finns listade i Catalogue of Life.